# Indigofera mekongensis
Indigofera mekongensis là một loài thực vật có hoa trong họ Đậu. Loài này được Jessup miêu tả khoa học đầu tiên.